# 朱俊曉
朱俊曉（1963年3月20日—），中國國民黨籍新北市政治人物，曾任立法委員、國大代表。

## 從政經歷
朱俊曉擔任過二、三屆國大代表，父親朱清發擔任過三重市民代表、市民代表會主席及三重市長，朱俊曉在第六屆立委選舉在三重市拿下三萬三千多票，比其他參選人高出近一倍，為國民黨掙得三重地區12年來唯一一席立委。
他在2008年中華民國立法委員選舉中，獲中國國民黨提名參選臺北縣第三選區（三重市103里），對手民主進步黨提名的著名藝人余天，僅以不到1926票之差敗給余天而未能連任。

### 2008年中華民國立法委員選舉
| 號次 | 候選人 | 政黨         | 得票數 | 得票率 | 當選標記 |
| ---- | ------ | ------------ | ------ | ------ | -------- |
| 1    | 朱俊曉 | 中國國民黨   | 73,286 | 48.25% |          |
| 2    | 蘇卿彥 | 無黨籍       | 767    | 0.50%  |          |
| 3    | 天     | 民主進步黨   | 75,212 | 49.52% |          |
| 4    | 劉一德 | 台灣團結聯盟 | 1,645  | 1.08%  |          |
| 5    | 劉英芮 | 台灣人權聯盟 | 990    | 0.65%  |          |

## 外部連結
- 線上大國民 Mighty People Online - 立法委員資料 – 朱俊曉

1. ↑  .   [2016-06-19]. （原始内容存档于2019-05-02）.